# Возвращение покровителя песен
«Возвращение покровителя песен» — советский фильм 1984 года снятый на киностудии «Туркменфильм» режиссёром Ильмурадом Бекмиевым.

## Сюжет
По мотивам рассказа Атаджана Тагана.
С фронта по ранению в родной аул возвращается Хештек, до войны лучший дутарист и певец аула. Но молчит его дутар. На войне он был лётчиком, и после контузии в его сознании звук струн дутара превращается в оглушительный визг пикирующего бомбардировщика. Он не может больше играть. Пройдёт время, и любовь жены, забота близких и односельчан — почитателей его музыкального таланта — возродят в нём дар акына.

## В ролях
- Ходжадурды Нарлиев — Хештек
- Майя Аймедова — Патма
- Сабира Атаева — Заман-эдже
- Акмурад Бекмиев — Акмурад
- Айгозель Бекмиева — Айгозель
- Мухаммед Черкезов — Сапар-ога
- Овез Геленов — Ораз
- Аширмухамед Ишанкулиев — Нурджан
- Аман Одаев — Рахман
- Ата Аловов — Бакиев
- Тойли Пиркулиев — Овез
- Бостан Атаджанова — Бостан
- Хурма Хаджимурадова — Садап
- Акзыг Мамедова — Акча
- Ата Довлетов — эпизод
- Сона Мурадова — эпизод
- Владимир Бершанский — эпизод